# Jean Lucas
Jean Lucas (Le Mans, 1917. április 25. – Saint-Martin-de-Ré, 2003. szeptember 27.) francia autóversenyző.

## Pályafutása
1949-ben megnyerte a Spa-i 24 órás versenyt, 1950 és 1955 között pedig öt alkalommal szerepelt a Le Mans-i 24 órás viadalon.
Pályafutása alatt több Formula–1-es versenyen is részt vett. Ebből mindössze egyszer a világbajnokság keretein belül. 1955-ben volt jelen a sorozat olasz versenyén.
1957-ben volnult vissza a versenyzéstől egy, a marokkói nagydíjon elszenvedett baleset után.
1962-ben Gérard Crombac-al együtt megalapította a francia Sport Auto magazint.

## Eredményei

### Le Mans-i 24 órás autóverseny
| Év   | Csapat                        | Autó                          | Csapattárs           | Csapattárs   | Helyezés |
| ---- | ----------------------------- | ----------------------------- | -------------------- | ------------ | -------- |
| 1950 | Lord Seldson                  | Ferrari 166MM                 | Lord Seldson         |              | Kiesett  |
| 1951 | Luigi Chinetti                | Ferrari 340 America Barchetta | Luigi Chinetti       |              | 8.       |
| 1952 | Luigi Chinetti                | Ferrari 340 America B         | Luigi Chinetti       |              | Kiesett  |
| 1954 | Automobiles Deutsch et Bonnet | DB HBR                        | Pierre-Louis Dreyfus | Leon Dernier | Kiesett  |
| 1955 | "Heldé"                       | Ferrari 750 Monza             | Pierre-Louis Dreyfus |              | Kiesett  |

### Teljes Formula–1-es eredménylistája
(Táblázat értelmezése)

(Félkövér: pole-pozícióból indult; dőlt: leggyorsabb kört futott) 

| Év   | Csapat         | Modell          | Motor              | 1   | 2   | 3   | 4   | 5   | 6   | 7      | Helyezés | Pont |
| ---- | -------------- | --------------- | ------------------ | --- | --- | --- | --- | --- | --- | ------ | -------- | ---- |
| 1955 | Equipe Gordini | Gordini Type 32 | Gordini Straight-8 | ARG | MON | 500 | BEL | NED | GBR | ITA Ki | -        | 0    |